# 安尼塔·卢斯

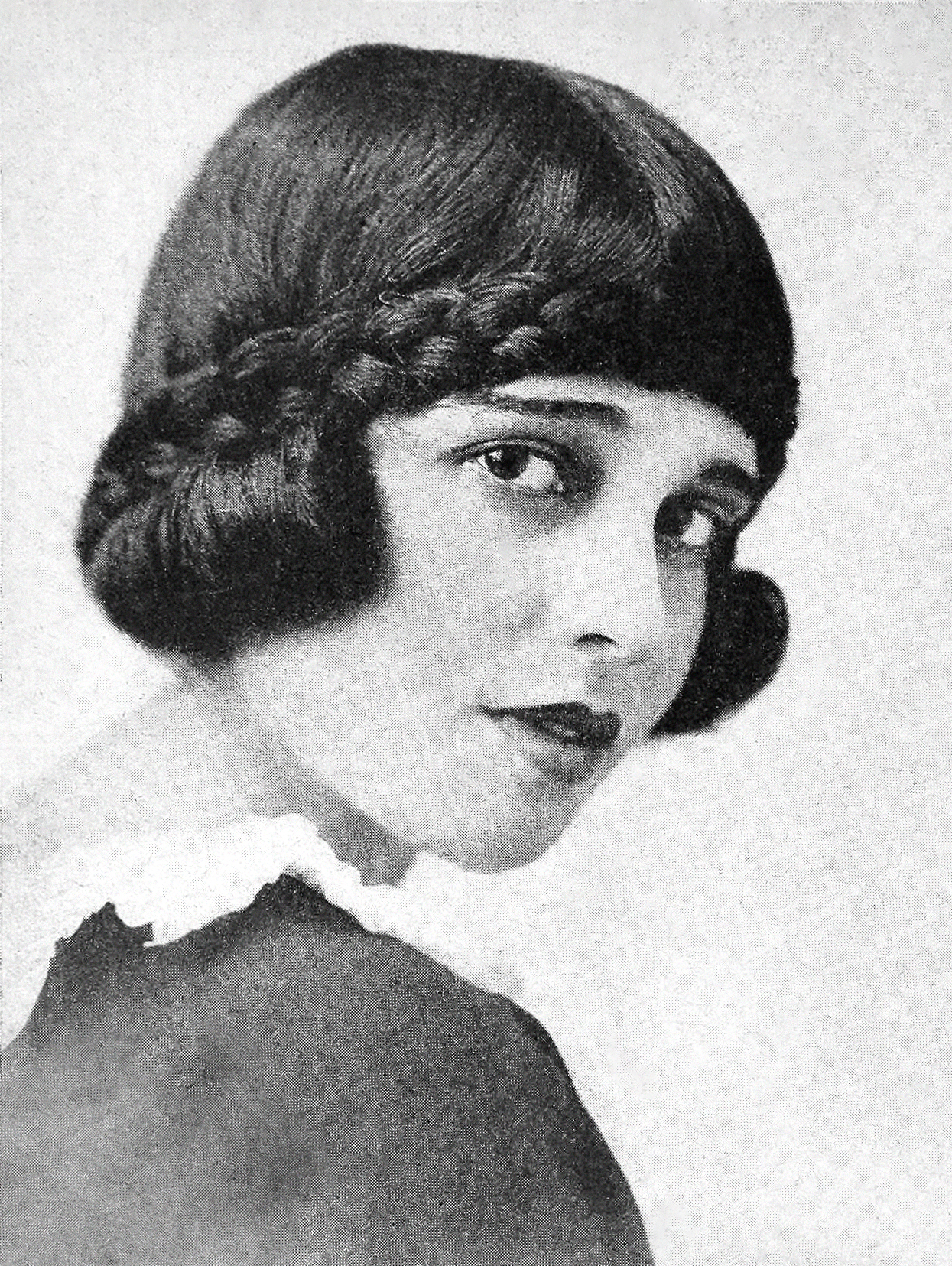
安尼塔·卢斯

安尼塔·卢斯（1888年4月26日  - 1981年8月18日）是一位美国女演员、小说家、剧作家和编剧。她生于加利福尼亚州西森芒特沙斯塔。1912年，她成为好莱坞第一位女性编剧。後來安尼塔·卢斯的肺部被感染，之後又因心脏病发作逝世，享年93岁。 